# قلحلح (المخادر)

تعديل مصدري - تعديل

قلحلح محلة تابعة لقرية نبال، التابعة لعزلة الصفي بمديرية المخادر إحدى مديريات محافظة إب في الجمهورية اليمنية، بلغ تعداد سكانها 24 حسب تعداد اليمن لعام 2004.